# Ptilothrix scalaris
Ptilothrix scalaris är en biart som först beskrevs av Holmberg 1903.  Ptilothrix scalaris ingår i släktet Ptilothrix och familjen långtungebin. Inga underarter finns listade i Catalogue of Life.